# 蓮町（馬場紀念公園前）站
蓮町（馬場紀念公園前）站（日语：／ Hasumachi（Babakinenkōen-mae） Eki */?）是位於富山縣富山市蓮町，富山地方鐵道富山港線的電車站。車站編號為C35。

## 歷史
- 1924年（大正13年）7月23日 - 富岩鐵道（日语：富岩鉄道）富山口站至岩瀨港站（現時：岩瀨濱站）之間開通，高等學校前站啟用，當時為旅客車站[2][3]。
- 1941年（昭和16年）12月1日 - 在公司合併後，成為富山電氣鐵道富岩線車站[4]。
- 1943年（昭和18年）
  - 1月1日 - 公司改名，成為富山地方鐵道富岩線車站[4]。
  - 6月1日 - 被國有化，成為鐵道省（國鐵）富山港線車站，同日改名為蓮町站[5]。當時車站只限處理旅客和手提行李，不會進行配送[5]。
- 1945年（昭和20年）7月6日 - 營業範圍修正，開始處理專用線到發的車載貨物[6]。
- 1949年（昭和24年）2月11日 - 營業範圍修正，不再處理車載貨物[7]。
- 1958年（昭和33年）
  - 4月10日 - 北陸本線富山站至東富山站之間分支，連接至此站的支線開通，該線開始設有貨運列車服務[8]。另外進行營業範圍修正，開始再次處理專用線到發的車載貨物[9]。
- 1974年（昭和49年）10月1日 - 營業範圍修正，車站可處理旅客、手提行李和專用線到發的車載貨物[10]。
- 1982年（昭和57年）11月15日 - 營業範圍修正，不再處理專用線到發的車載貨物[11]。
- 1984年（昭和59年）2月1日 - 營業範圍修正，不再處理手提行李[12]。
- 1986年（昭和61年）11月1日 - 此站至東富山站之間的北陸本線支線之貨運運輸業務許廢止[13]。
- 1987年（昭和62年）4月1日 - 伴隨國鐵分割民營化，車站由西日本旅客鐵道（JR西日本）營運[3]。
- 2001年（平成13年）3月3日 - 在同日實施時間表修正後，此站成為無人車站[14][15][16]。
- 2006年（平成18年）
  - 3月1日 - 車站廢止[4]。
  - 4月29日 - 富山輕軌接管富山港線，此站重開[4]。
- 2020年（令和2年）
  - 2月22日 - 隨著富山輕軌被富山地方鐵道收費合併，成為富山地方鐵道的電車站[17][18]。
  - 3月21日 - 車站改名為蓮町（馬場紀念公園前）站[19]。

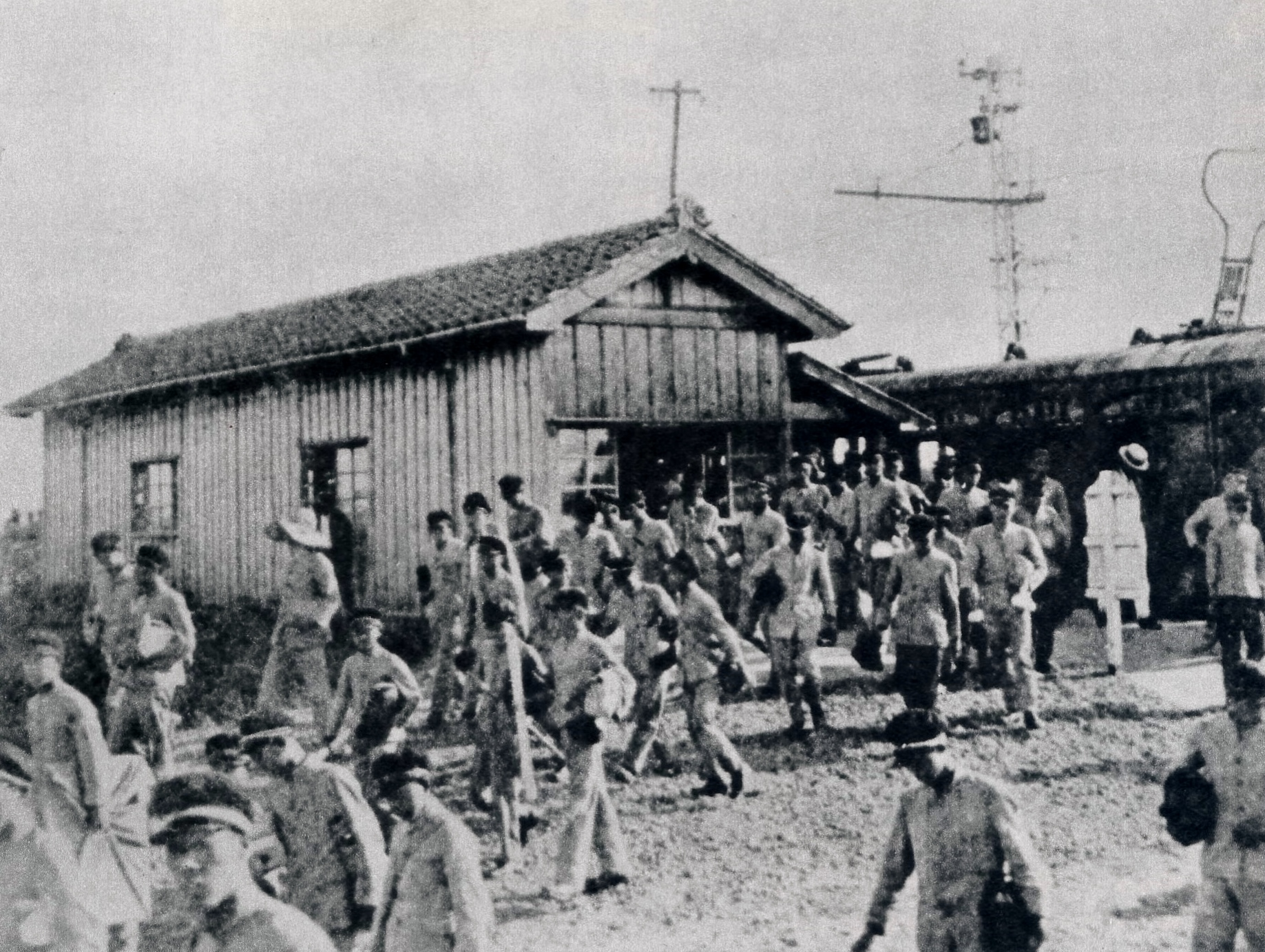
高等學校前站（昭和初期）
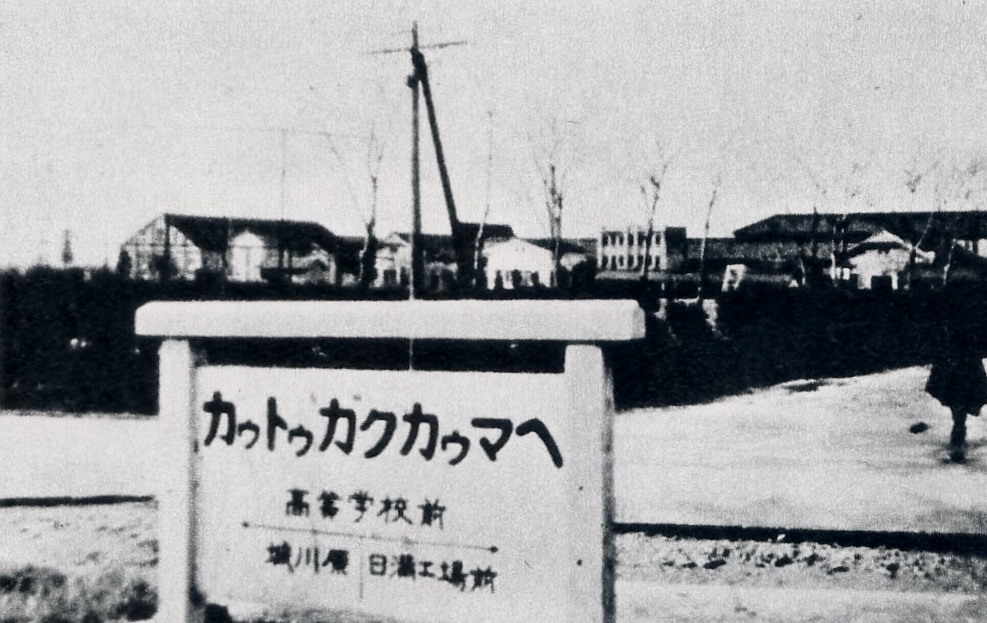
高等學校前站站名牌

## 車站構造
電車站是地面車站，設有2面1線的相對式月台（千鳥式月台），兩月台間隔一座蓮町平交道。車站東邊設有接駁巴士的巴士站，乘客可以方便地從月台前往對面的巴士站轉乘巴士。
月台為低地台，月台上設有上蓋。在富山輕軌富山港線各車站中，月台上蓋牆身被稱為「個性化牆」，牆身會展示該車站的周邊文化和歷史。此電車站月台牆身是由伊東久惠設計，內容以馬場紀念公園（舊制富山高等學校）作為主題。此電車站月台牆身由富山化學工業贊助。
在2009年（平成21年）2月16日起，為了促進乘客使用泊車轉乘方式乘車，車站旁建設了可容納20架車位的停車場。在啟用當初的使用量只有2架車停泊，後來使用量開始增加，截至2010年（平成22年），平日平均使用量為17.4架。後來使用率持續超過100%，因此富山市在2015年（平成27年）增加15個泊位。

### 月台
| 月台 | 路線      | 方向       |
| ---- | --------- | ---------- |
| 1    | ■富山港線 | 岩瀨濱方向 |
| 2    | ■富山港線 | 富山站方向 |

### JR富山港線時代
當時為地面車站，設有1面1線的單式月台。在設有貨運業務的時代，站內設有多條側線，停泊了一些貨車。另外當時曾經設有北陸本線貨物支線連接此站至北陸本線富山站至東富山站之間，從富山操車場出發的貨車會經支線前往此站的編組場，再從編組場前往各站。在終止貨運業務後，編組場也停用。後來在日本國有鐵道清算事業團處理編組場的土地下，於1994年（平成6年）12月26日把編組場重建為住宅用地，並且進行銷售。
為了臨時車站、簡易委託車站、起點站富山站和競輪場前站外，此站是富山港線唯一有人車站。西日本旅客鐵道在2000年（平成12年）11月15日表示，由於車站旅客減少，在2001年（平成13年）3月時間表修正起變成無人車站。對於這個方針引起了反對聲音，表示高齡化社會和這個措施影響高校生上學。但是最後在2001年（平成13年）3月3日起正式成為無人車站。

## 貨物起卸

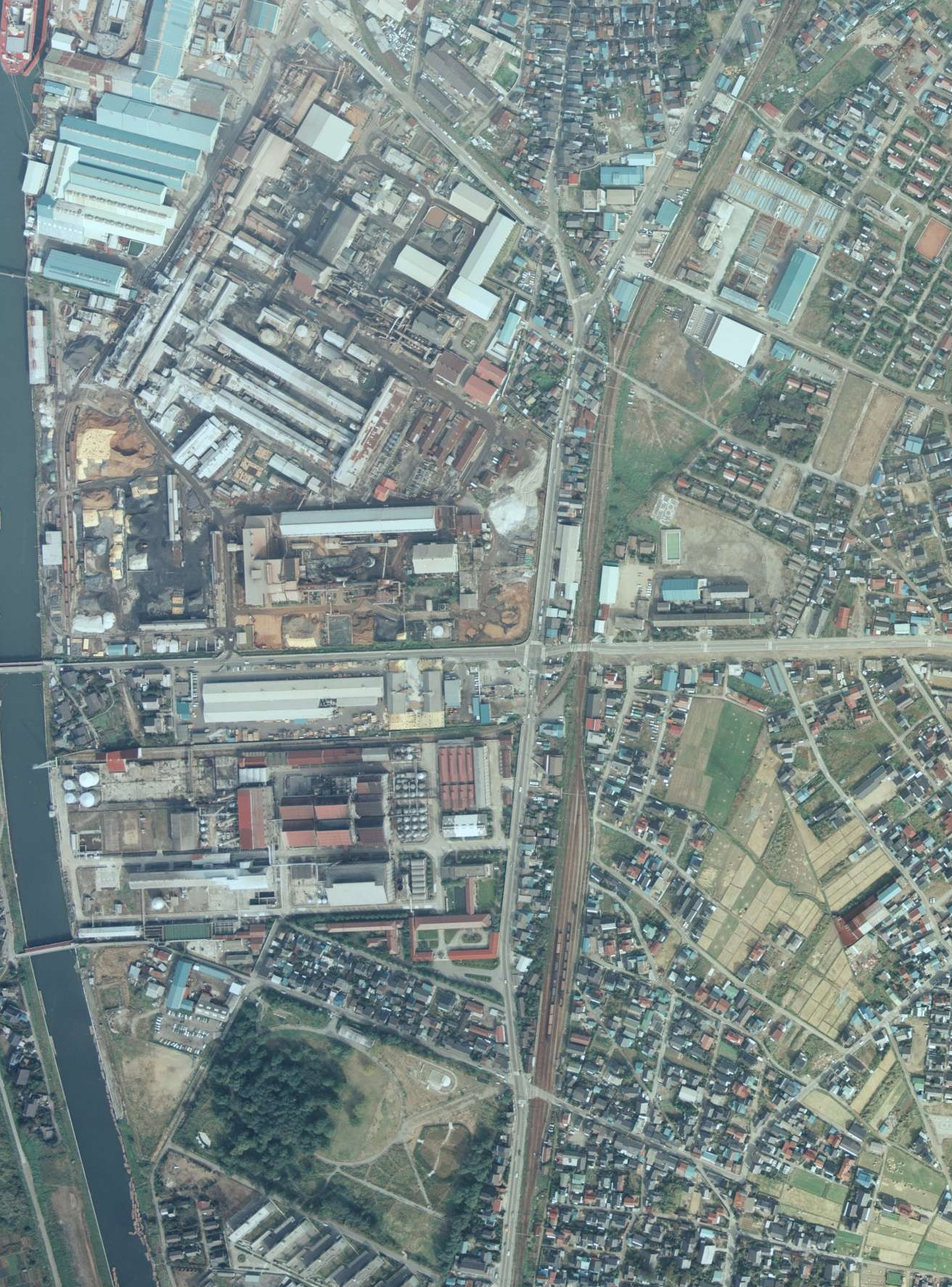
1975年（昭和50年）10月16日的車站附近航空相片

此站在1945年（昭和20年）7月6日起開始設有專用線到發車載貨物於此站處理，在1949年（昭和24年）2月11日一度中止。後來在1958年（昭和33年）4月10日起，連接此站至北陸本線富山站至東富山站之間路段的貨物支線開通後，此站再次設有貨運業務，設有專用線到發車載貨物於此站處理。在1982年（昭和57年）11月15日，結束了貨運業務。另外，上述提及的貨物支線也在1986年（昭和61年）11月1日廢止。
截至1970年（昭和45年）10月1日，設有以下專用線連接此站。
- 可樂麗線（物流公司等：日本通運，動力：私家機車，作業里程：0.6公里，總延長里程：1.1公里）
- 小野田セメント線（物流公司等：富山通運，動力：私家機車，作業里程：0.3公里，總延長里程：1.3公里）

## 使用狀況
根據《富山縣統計年鑑》，以下為各年度一日平均乘車人次：
| 年度               | 1日平均 乘車人次 |
| ------------------ | ---------------- |
| 2005年（平成17年） | 488              |
| 2004年（平成16年） | 483              |
| 2003年（平成15年） | 488              |
| 2002年（平成14年） | 505              |
| 2001年（平成13年） | 565              |
| 2000年（平成12年） | 682              |
| 1999年（平成11年） | 708              |
| 1998年（平成10年） | 748              |
| 1997年（平成9年）  | 793              |

## 巴士路線
在2006年（平成18年）4月29日富山輕軌接管富山港線起，於此站增設了接駁巴士前往四方、草島方向。原本富山地方鐵道設有巴士路線與富山港線並行。隨著富山輕軌富山港線接管啟用需取消，而富山輕軌的接駁巴士是以受託的方法運行。該巴士線在2006年（平成18年）8月28日起改經金山新方向，在早上和黃昏途經富山市立和合中學。巴士路線長度為7.2公里，行走時間為18分鐘至21分鐘。巴士路線乘車時間較長，因此不獲旅客好評。在2007年（平成19年）3月起，巴士路線不再途經金山新方向，巴士路線距離縮短至4.4公里。
接駁巴士的成人車費中，以現金支付一律200日圓。以IC卡支付（Passca或ecomyca）一律180日圓。但是，使用IC卡乘坐接駁巴士和富山輕軌富山港線列車時會設有100日圓（成人價格）轉乘優惠，兩程合共280日圓。

## 車站周邊
- 蓮町公園（通稱：馬場紀念公園）
- 富山化學工業（日语：富山化学工業）富山第二工場
- 蓮町簡易郵局
- 富山市立岩瀨中學（日语：富山市立岩瀬中学校）
- 富山縣立富山北部高等學校（日语：富山県立富山北部高等学校）
- 富山県岩瀨運動公園（日语：富山県岩瀬スポーツ公園）
- 富山北警署（日语：富山北警察署）
- 國道415號（日语：国道415号）
- 萩浦橋

## 相鄰電車站
富山地方鐵道
■富山港線
犬島新町（C34）－蓮町（馬場紀念公園前）（C35）－萩浦小學校前（C36）

## 注腳
1. ↑  .   [2021年4月19日]. （原始内容存档于2021年3月5日） （日语）.
2. ↑  《官報》（71頁），1924年（大正13年）8月5日，內閣印刷局
3. 1 2  石野哲，《停車場変遷大事典　国鉄・JR編II》（162頁），1998年（平成10年）10月，JTB
4. 1 2 3 4  今尾惠介監修，《日本鉄道旅行地図帳 全線・全駅・全廃線 6号》（35頁），2008年（平成20年）10月，新潮社
5. 1 2  昭和18年鉄道省告示第119号（《官報》，1943年（昭和18年）5月25日，大藏省印刷局）
6. ↑  昭和20年運輸省告示第75号（《官報》，1945年（昭和20年）7月6日，大藏省印刷局）
7. 1 2  「運輸省告示第54号」《官報》，1949年2月11日（國立國會圖書館數碼化收藏）
8. 1 2  昭和33年日本國有鐵道公示第111號（《官報》，1958年（昭和33年）4月7日，大藏省印刷局）中提及。
9. 1 2  昭和33年日本國有鐵道公示第112號（《官報》，1958年（昭和33年）4月7日，大藏省印刷局）
10. ↑  昭和49年日本國有鐵道公示第208號（《官報》，1974年（昭和49年）9月12日，大藏省印刷局）
11. 1 2  昭和57年日本國有鐵道公示第168號（《官報》，1982年（昭和57年）11月13日，大藏省印刷局）。另外在《官報》（1982年（昭和57年）11月22日，大藏省印刷局）記載了勘誤表。
12. ↑  昭和59年日本國有鐵道公示第174號（《官報》，1984年（昭和59年）1月30日，大藏省印刷局）
13. 1 2  昭和61年日本國有鐵道公示第138號（《官報》，1986年（昭和61年）10月30日，大藏省印刷局）
14. 1 2  「福光など5駅を無人化 JR西日本金沢支社 城端、氷見、富山港線3線で列車23本削減」，《富山新聞》（26面），2000年（平成12年）11月16日，富山新聞社
15. 1 2  「富山港線の乗降客調査、国鉄労組富山県支部 駅無人化、列車削減で」，《富山新聞》（27面），2001年（平成13年）1月20日，富山新聞社
16. 1 2  「環境悪化防止へ運動 富山港線を良くする準備会」，《富山新聞》（27面），2001年（平成13年）2月18日、富山新聞社
17. ↑  . 日本経済新聞. 2020-02-21  [2020-02-22]. （原始内容存档于2020-02-22） （日语）.
18. ↑  . 日本経済新聞. 2019-10-01  [2020-02-22]. （原始内容存档于2019-10-05） （日语）.
19. ↑  . 富山ライトレール. 2020-02-14  [2020-02-22]. （原始内容存档于2020-02-17） （日语）.
20. 1 2  川島令三，《中部ライン 全線・全駅・全配線第7巻 富山・糸魚川・黒部エリア》（18和85頁），2010年（平成22年）10月，講談社
21. 1 2  室哲雄，「日本初の本格的なLRTの導入・その成果と今後の展開――富山県富山市――」，《IATSS review》第34卷2號所收，2009年（平成21年）8月，國際交通安全學會
22. ↑  富山ライトレール記録誌編集委員会 (編). . 富山市. 2007: 75. ISBN 978-4306085152 （日语）.
23. 1 2 3  富山市監修・富山ライトレール記録誌編集委員会編，《富山ライトレールの誕生 日本的本格的LRTによるコンパクトなまちづくり》（87頁），2007年（平成19年）9月，富山市
24. 1 2  初日朝は2台 蓮町駅・パークアンドライド （页面存档备份，存于）（日語） - 2009年（平成21年）2月16日，北日本新聞社
25. ↑  利用好調、平日は満車 富山ライトレール無料駐車場 （页面存档备份，存于）（日語） - 2010年（平成22年）3月1日，北日本新聞社
26. ↑  蓮町電停駐車場15台増設 富山市パークアンドライド[]（日語） - 2015年（平成27年）2月25日，北日本新聞社
27. ↑  相賀徹夫，《国鉄全線各駅停車7 北陸・山陰510駅》（173頁），1984年（昭和59年）1月，小學館
28. 1 2  「貨車入替えで30分閉鎖 登校時に大きな支障 富山港線蓮町・千原崎踏切」，《北日本新聞》（12面），1971年（昭和46年）11月9日，北日本新聞社
29. ↑  「国鉄清算事業団、宅地14区画を分譲へ 富山港線蓮町駅東側、造成工事が完了」，《富山新聞》（5面），1994年（平成6年）12月27日，富山新聞社
30. ↑  「一時停車とやまの駅 蓮町」，《北日本新聞》（21面），1999年（平成11年）3月27日，北日本新聞社
31. ↑  「JR西日本 来年3月から福光など5駅を無人化 城端、氷見、富山港各線 列車7ー8本削減」，《北日本新聞》（1面），2000年（平成12年）11月16日，北日本新聞社
32. ↑  日本國有鐵道貨物局編，《専用線一覧表 昭和45年10月1日》（213頁），1970年（昭和45年），日本國有鐵道貨物局
33. ↑  統計年鑑 （页面存档备份，存于）（日語） - 富山縣
34. ↑  「四方、浜黒崎方面でフィーダーバス 富山市で試験運行を開始」，《富山新聞》（34面），2006年（平成18年）4月30日，富山新聞社
35. ↑  「水橋西部発展の一歩 富山港線フィーダーバス試行 ルート延伸で出発式」，《富山新聞》（18面），2006年（平成18年）8月29日，富山新聞社
36. ↑  「再び直線ルートに 富山ライトレールの支線バス 団地経由は「不要」」，《富山新聞》（31面），2007年（平成19年）2月15日，富山新聞社
37. 1 2 3  ポートラム・フィーダーバス乗り継ぎ運賃 （页面存档备份，存于）（日語） - 富山輕軌

## 外部連結
- 蓮町（馬場紀念公園前）站 時間表PDF（日語） - 富山地方鐵道
- 蓮町站（日語） - 西日本旅客鐵道（存檔）